# Kolanjski rudnici
Kolanjski rudnici bili su rudnici ugljena na otoku Pagu, kod mjesta Kolana.
Kolanjski ugljen bio je druge klase. Koristio se za loženje. Prema nekim podatcima još u mletačkim vremenima otvorena je prva kava rudnika, 1757. godine. Francuska okupacija nije omela proizvodnju, nego je proširila posao. Austrijska vlast nastavila je dalje eksploataciju i intenzivirala je vađenje. Radnici su većinom bili Slovenci i Nijemci, kod lokalnih Hrvata zvanih "Kranjci". Najmanje su u tim rudnicima radili Kolanjci. U Kolanu je osnovano 1904. Prvo Montanističko društvo u Dalmaciji, a ekipe iz tog društva otkrile su velike naslage ugljena. Pravo vađenja od Nijemaca otkupila je jedna talijanska firma sa sjedištem u Zadru. Tri banke iz Zadra: Hrvatska-venecijanska banka, Srpska banka i kao glavna Banka Popolare uplaćivale su dionice, a također i splitski, zadarski i tršćanski trgovci. 1905. otvoreno je veliko poduzeće. Osnivačka skupština Kolanjskih rudnika (Societa de la Roma, Miniera di carbone e Kolan) održana je 1906. godine održana u Teatru Verdi u Zadru. Velika organizirana proizvodnja ugljena krenula je 1906. godine. Brodom je dovezena lokomotiva. U Kolanjskom polju bila su tri-četiri rudarska okna.
Za kolanske je ugljenokope sagrađena prava mala željeznička infrastruktura. Pruga je vodila do luke Šimuna. Vlak s vagonima je vodila mala lokomotiva "feratina", po pruzi postavljenoj po paškom kamenjaru. Trasa je postavljena ručno. Neobična pruga prolazila je kroz suhozide. Zbog kretanja ovaca, suhozidi su imali poseban sustav otvaranja i zatvaranja. Tijekom prvog svjetskog rata zbog ratnih potreba razmontirali su prugu i odnijeli sve željezo i lokomotivu. Poslije je prijevoznu ulogu preuzela žičara "troferika", koja je vagončiće prevozila od rudnika do Šimuna. Iskusni inženjeri radili su u kolanjskim rudnicima, čak i inženjeri koji su gradili Sueski kanal. U gladnim poratnim godinama rudnik je bio spas za izgladnjelo stanovništvo, jer se za radnu snagu u kuhinji svaki dan kuhala hrana. Vrhunac je zapošljavanja bio 1918. kad je radilo oko dvjesta radnika, a samo iz Novalje je u kolanjske rudnike dolazilo po 40 radnika. 1918. godine izgrađena je velika upravna zgrada i mehanička radionica. Proizvodnja je trajala do 1925. godine. Financijski su problemi pogodili tvrtku. Voditelj rudnika je objavio radnicima da se nema ni za plaće, no radnici su radili i dalje, jer je rudnik imao svoju kuhinju. Ipak je postupno ugašeno, infrastruktura razgrađena, pa su i postupno tračnice odnesene. Proizvodnja je ponovno oživljena talijanskom okupacijom 1941. godine. Rudnička okna opet su otvorena i vađenje ugljena bilo je punom snagom. Reaktiviranje rudnika spasilo je mještane od vojne obveze, a omogućilo im je i prehranu. Ugljen je odvožen prema Pagu i Zadru u tvornicu Maraschina kao pogonsko gorivo.
Tragove okana uklonile su bure i kiše, ali ostalo je nešto spomenika te stare industrijske arhitekture. Ostala je stara upravna zgrada, vidljivi zid radionice, betonski dimnjak za spravljanje vapna te brdašca izmiješane ugljenih komada i prašine sa šljakom. Kolan je trpio od ljetnih samozapaljenja podzemnih nanosa ugljena. Selo je tad smrdilo po sumporu i to je trajalo sve dok kiše ne bi ugasile požar.